# Station Sint-Genesius-Rode
Station Sint-Genesius-Rode (Frans: Gare de Rhode-Saint-Genèse) is een spoorwegstation langs spoorlijn 124 (Brussel - Charleroi) in de gemeente Sint-Genesius-Rode.
Het stationsgebouw werd op het einde van de 19de eeuw opgetrokken in Vlaamse neorenaissancestijl. De architect was Auguste Payen. De bouwlagen worden gescheiden door een arduinen lijst. Het centrale gedeelte wordt geflankeerd door twee lagere vleugels. De centrale toegangsdeur wordt bekroond met een trapgevel. De luifel met de gietijzeren zuiltjes en houten plat dak aan de perronzijde is bewaard gebleven.
In 2004 werd het station, samen met het gekasseide voorplein, het gekasseide perron, het seinhuis en de betonnen afsluiting geklasseerd als beschermd monument.
In 2021 sloten de loketten hun deuren. Sindsdien is het een stopplaats.

## Treindienst
| Serie | Treinsoort             | Route | Bijzonderheden |
| ----- | ---------------------- | --- | --- |
| S 1   | S-trein Brussel (NMBS) | Charleroi-Centraal – /Nijvel – Sint-Genesius-Rode – Brussel-Zuid – Mechelen – Antwerpen-Centraal                            | Op zondag een deel Brussel-Noord - Nijvel en een deel Brussel-Zuid - Antwerpen-Centraal. Tijdens de week eerste en laatste ritten van/naar Charleroi-Centraal. |
| S 9   | GEN (NMBS)             | Landen – Leuven – Brussel-Schuman – Sint-Genesius-Rode – Nijvel                                                             | Rijdt alleen op werkdagen. |
| S 19  | GEN (NMBS)             | [ Leuven – ] Brussels Airport-Zaventem – Brussel-Luxemburg – Sint-Genesius-Rode – Eigenbrakel – Nijvel – Charleroi-Centraal | Rijdt in het weekend tussen Leuven en Nijvel. |

## Galerij

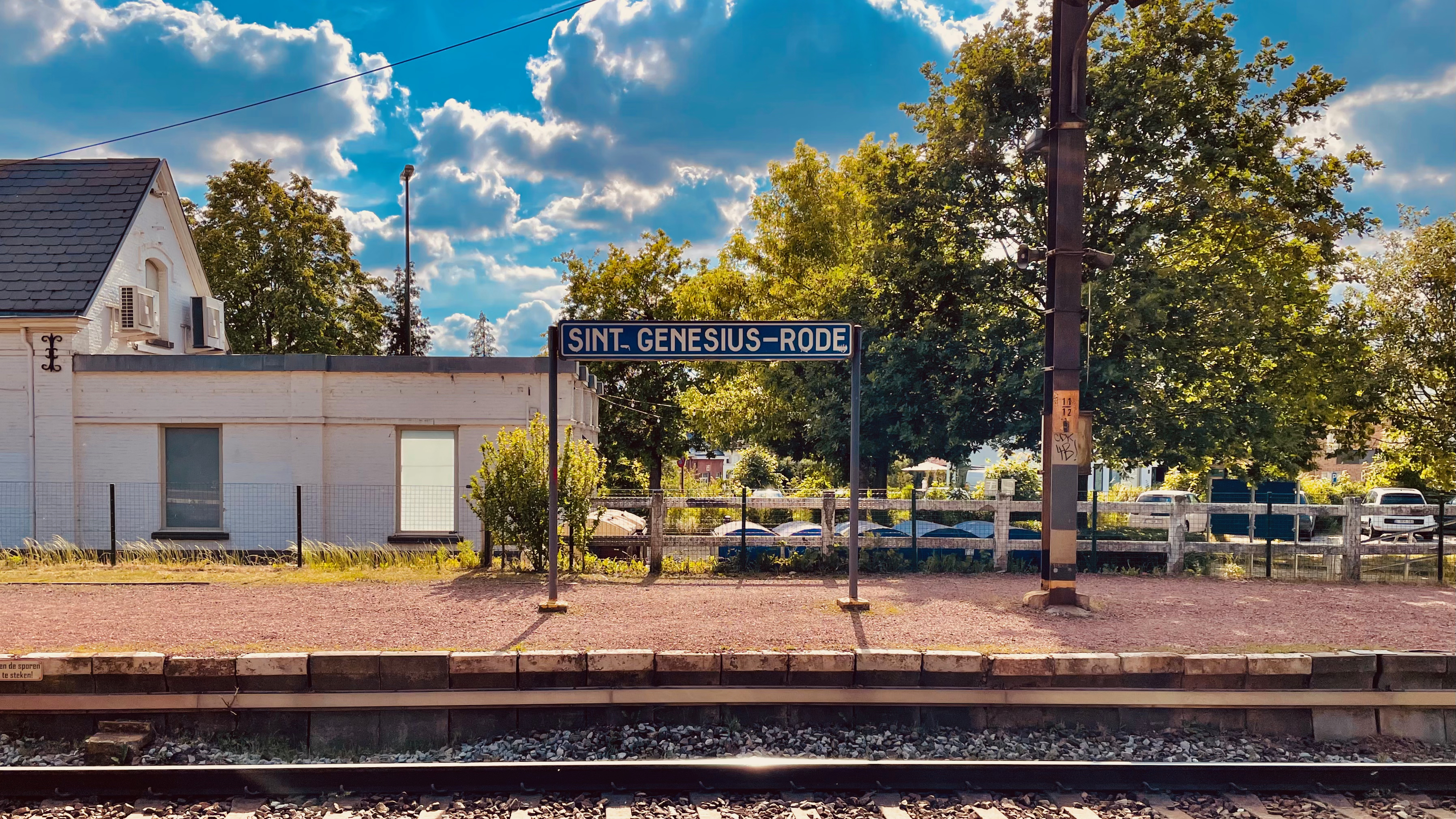
Naambord op een perron
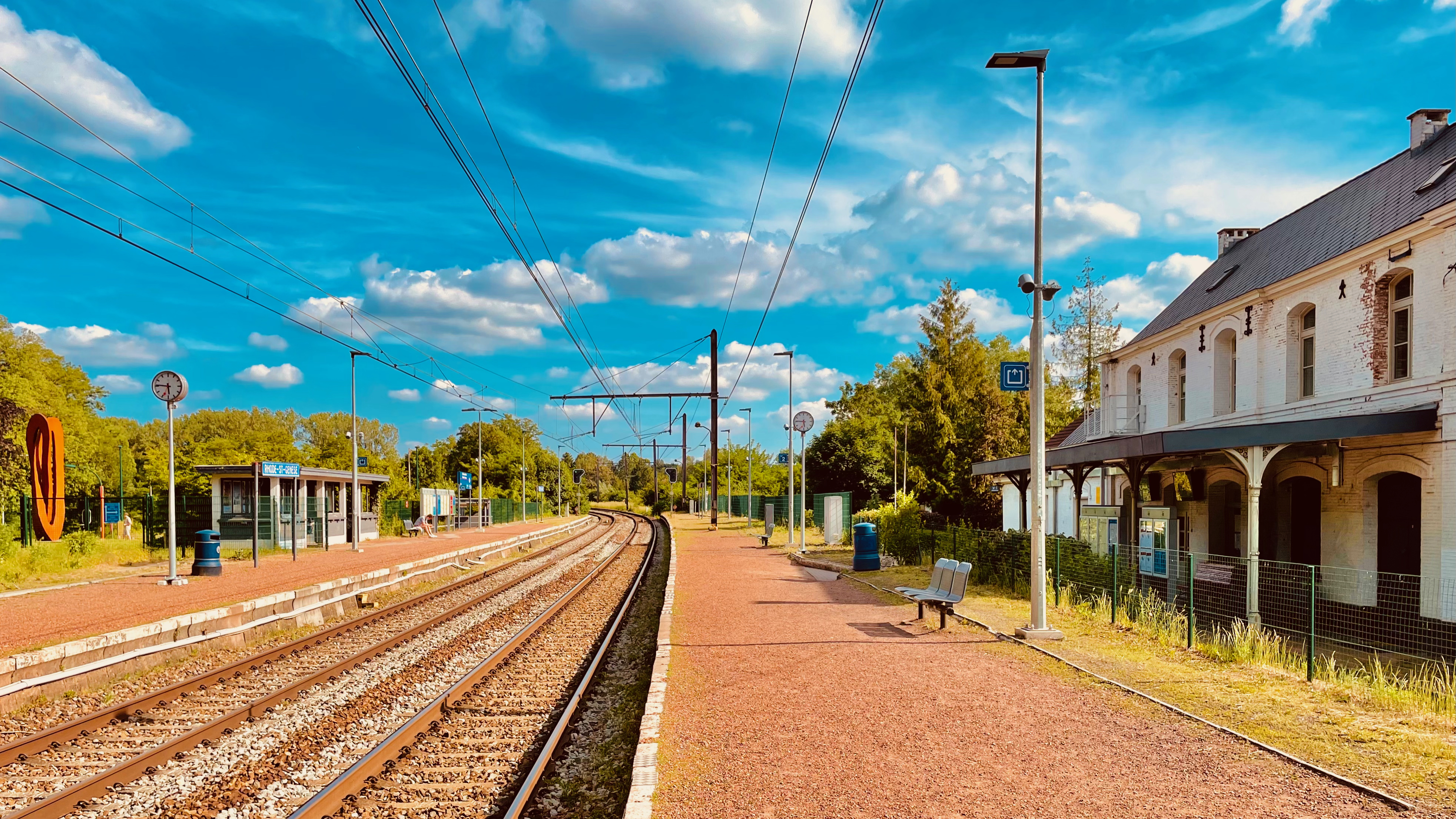
Zicht op de perrons

## Reizigerstellingen
De grafiek en tabel geven het gemiddeld aantal instappende reizigers weer op een week-, zater- en zondag.
| Tabel: aantal instappende reizigers station Sint-Genesius-Rode | Tabel: aantal instappende reizigers station Sint-Genesius-Rode | Tabel: aantal instappende reizigers station Sint-Genesius-Rode | Tabel: aantal instappende reizigers station Sint-Genesius-Rode |
|                                                                | Weekdag                                                        | Zaterdag                                                       | Zondag                                                         |
| -------------------------------------------------------------- | -------------------------------------------------------------- | -------------------------------------------------------------- | -------------------------------------------------------------- |
| 1977                                                           | 1 200                                                          | 307                                                            | 218                                                            |
| 1978                                                           | 1 427                                                          | 342                                                            | 201                                                            |
| 1979                                                           | 1 562                                                          | 335                                                            | 198                                                            |
| 1980                                                           | 1 504                                                          | 226                                                            | 163                                                            |
| 1981                                                           | 1 683                                                          | 305                                                            | 198                                                            |
| 1982                                                           | 1 722                                                          | 307                                                            | 192                                                            |
| 1983                                                           | 1 667                                                          | 270                                                            | 214                                                            |
| 1984                                                           | 1 081                                                          | 220                                                            | 176                                                            |
| 1985                                                           | 1 034                                                          | 231                                                            | 281                                                            |
| 1986                                                           | 1 086                                                          | 234                                                            | 173                                                            |
| 1987                                                           | 988                                                            | 245                                                            | 248                                                            |
| 1988                                                           | 1 226                                                          | 245                                                            | 155                                                            |
| 1989                                                           | 1 287                                                          | 232                                                            | 185                                                            |
| 1990                                                           | 1 052                                                          | 241                                                            | 195                                                            |
| 1991                                                           | 1 203                                                          | 335                                                            | 205                                                            |
| 1992                                                           | 1 237                                                          | 230                                                            | 219                                                            |
| 1993                                                           | 1 272                                                          | 410                                                            | 235                                                            |
| 1994                                                           | 1 491                                                          | 280                                                            | 242                                                            |
| 1995                                                           | 1 770                                                          | 175                                                            | 210                                                            |
| 1996                                                           | 1 634                                                          | 326                                                            | 204                                                            |
| 1997                                                           | 1 885                                                          | 365                                                            | 183                                                            |
| 1998                                                           | 1 594                                                          | 338                                                            | 156                                                            |
| 1999                                                           | 1 572                                                          | 332                                                            | 168                                                            |
| 2000                                                           | 1 523                                                          | 270                                                            | 168                                                            |
| 2001                                                           | 1 527                                                          | 314                                                            | 197                                                            |
| 2002                                                           | 1 467                                                          | 288                                                            | 217                                                            |
| 2003                                                           | 1 318                                                          | 338                                                            | 190                                                            |
| 2004                                                           | 1 387                                                          | 546                                                            | 254                                                            |
| 2005                                                           | 1 455                                                          | 228                                                            | 190                                                            |
| 2006                                                           | 1 563                                                          | 316                                                            | 248                                                            |
| 2007                                                           | 1 456                                                          | 372                                                            | 246                                                            |
| 2008                                                           | -                                                              | -                                                              | -                                                              |
| 2009                                                           | 850                                                            | 309                                                            | 245                                                            |
| 2010                                                           | -                                                              | -                                                              | -                                                              |
| 2011                                                           | -                                                              | -                                                              | -                                                              |
| 2012                                                           | 1 154                                                          | 233                                                            | 167                                                            |
| 2013                                                           | 1 167                                                          | 273                                                            | 251                                                            |
| 2014                                                           | 1 484                                                          | 294                                                            | 241                                                            |
| 2015                                                           | 1 318                                                          | 233                                                            | 241                                                            |
| 2016                                                           | 1 372                                                          | 344                                                            | 256                                                            |
| 2017                                                           | 1 577                                                          | 381                                                            | 315                                                            |
| 2018                                                           | 1 676                                                          | 438                                                            | 300                                                            |
| 2019                                                           | 1 664                                                          | 540                                                            | 382                                                            |
| 2020                                                           | 1 016                                                          | 385                                                            | 258                                                            |
| 2021                                                           | -                                                              | -                                                              | -                                                              |
| 2022                                                           | 1 837                                                          | 321                                                            | 216                                                            |
| 2023                                                           | 1 695                                                          | 428                                                            | 260                                                            |
| 2024                                                           | 1 719                                                          | 743                                                            | 456                                                            |

0,0: Brussel-Zuid ·
2,1: Vorst-Oost ·
4,0: Ukkel-Stalle ·
5,6: Ukkel-Kalevoet ·
7,8: Linkebeek ·
9,1: Holleken ·
11,4: Sint-Genesius-Rode ·
12,6: De Hoek ·
15,5: Waterloo ·
18,8: Eigenbrakel ·
23,4: Lillois ·
28,1: Baulers ·
29,3: Nijvel ·
33,6: Bois-de-Nivelles ·
37,0: Obaix-Buzet ·
40,9: Luttre ·
43,4: La Chaussée ·
46,5: Courcelles-Motte ·
48,7: Roux ·
49,5: Monceau ·
52,9: Marchienne-au-Pont ·
53,7: Marchienne-Oost ·
55,9: Charleroi-Centraal